# Empis daugeroni
Empis daugeroni är en tvåvingeart som beskrevs av Yang, Zhang och Zhang 2007. Empis daugeroni ingår i släktet Empis och familjen dansflugor.
Artens utbredningsområde är Thailand. Inga underarter finns listade i Catalogue of Life.